# Thecocodium brieni
Thecocodium brieni is een hydroïdpoliep uit de familie Ptilocodiidae. De poliep komt uit het geslacht Thecocodium. Thecocodium brieni werd in 1967 voor het eerst wetenschappelijk beschreven door Bouillon. 